# Мандалян, Христофор Левонович
Христофор Левонович Мандалян — советский хозяйственный, государственный и политический деятель.

## Биография
Родился в 1932 году в Эривани. Член КПСС.
Окончил Ереванский политехнический институт.
В 1956—1968 — инженер, ведущий инженер, начальник лаборатории, заместитель начальника отдела, секретарь партюро НИИ при машиностроительном заводе им. В. И. Ленина / Всесоюзного научно-исследовательского института комплексного электрооборудования.
В 1968—1975 — инструктор отдела промышленности и транспорта ЦК КП Армении, заведующий отделом промышленности и транспорта Ереванского горкома партии, заместитель заведующего отделом промышленности и транспорта ЦК КП Армении.
В 1975—1982 — первый секретарь Ленинского райкома КПА города Еревана.
В 1982—1988 — заведующий отделом организационно-партийной работы ЦК КП Армении.
В 1988—1991 — председатель Комитета по стандартизации Совета Министров Армянской ССР..
Депутат Верховного Совета Армянской ССР 9-11-го созывов. Делегат XXV, XXVI и XXVII съездов КПСС.
Жил в Лос-Анджелесе.

## Награды
- Орден Трудового Красного Знамени (1976, 17.07.1986)
- Орден Знак Почёта

## Семья
Жена — Мандалян, Элеонора Александровна — писатель, художник, скульптор.